# Међуратни период
1. Рат за независност балтичких држава & Руски грађански рат
2. Јуденичова Бела армија
3. Северноруска интервенција
4. Бела армија Колчак: Сибир
5. Дењикин: Бела армија
6. Петљура: Украјински директорат
7. Пољско-совјетски рат
8. Шлезијска напетост између Пољака и Немаца.
9. Мађарско-румунски рат
10. Габријеле Д’Анунцио заузима Ријеку, ствара Италијанску управу за Кварнер
11. Разне борбе у Албанији
12. Турски рат за независност

Међуратни период (лат. interbellum) представља израз који се у свом најширем смислу првенствено користи за европску и светску историју од 1918. до 1939. године, односно од завршетка Првог светског до почетка Другог светског рата. Међуратни период су, поготово на почетку, карактерисале драматичне политичке промене изазване пропашћу четири велика царства - Руског, Немачког, Аустроугарског и Османског кроз стварање мањих националних држава. Једна од значајних последица рата је било и дубоко разочарење предратним друштвеним, економским и културним поретком, а што се одразило кроз тражење алтернатива кроз идеологију комунизма, оличену о новоствореном Совјетском Савезу, односно фашизма чији су представници дошли на власт у Италији. Ситуација у Европи се значајно смирила тек око пет година након рата, завршетком грађанског рата у Русији и тзв. турског рата за независност, те је започео кратки период релативног просперитета и обнове који се некад назива Бурне двадесете. Њему је дошао крај након слома њујоршке берзе 1929. и почетка Велике економске кризе, која ће изазвати како унутрашњу нестабилност у појединим државама, али и настојање да се економски проблеми преброде агресивном спољашњом политиком у чему ће се истицати Јапанско царство, фашистичка Италија, и на крају Нацистичка Немачка, чија ће инвазија Пољске у лето 1939. том периоду коначно донети крај.

## Догађања на истоку: Кина и Јапан
Почетком 20. века Кина је била велико царство с дугом традицијом. Међутим велик део кинеске трговине и богатства био је у поседу и под контролом неколико европских велесила. За многе је Кинезе то било понижавајуће, те је од почетка 20. века дошло до пораста национализма. Године 1911. у Кини је избила револуција те је срушено хиљадугодишње кинеско царство и проглашна република. У наредним годинама Кину је потресао низ грађанских ратова, које су искористиле западне велесиле и Јапан да би прошириле утицај у тој земљи.
Кинеску је револуцију 1911. године водила Кинеска национална странка (Куоминтанг) која се залагала за грађанску Кину. Међутим, убрзо им се супротставила кинеска Комунистичка партија, која је хтела промене по узору на СССР. Њихов је сукоб од 1927. прерастао у грађански рат. Тај је сукоб привремено прекинула јапанска инвазија на Кину 1937. године, али наставио се и након Другог светског рата.
Јапан се у 20. веку брзо развијао и постао је водећа земља Далеког истока. Јапанске су вође следиле западњачке идеје и почеле да развијају индустрију и науку. Међутим, Јапан се суочавао с два велика проблема. Становништво Јапана се нагло повећавало, те је постојао притисак за ширењем и насељавањем у суседним земљама (Кореји и Кини). Други велики проблем Јапана био је недостатак сировина потребних за убрзани развој индустрије, као што су нафта, жељезна руда и гума.
Стварање Јапанског царства текло је поступно. Победом против Русије 1905. године показао се као велика сила. Убрзо затим окупирао је и анескирао Кореју (1907—1910). Борећи се на страни Антанте у Првом светском рату, преузео је немачке колоније на Пацифику. Ипак, Јапан је након рата, као и Италија био незадовољан својим добицима. Привлачила су га суседна богата подручја, те је у тридесетим годинама започео своје ширење у Кини исцрпљеној грађанским ратовима.
У то је време све важнију улогу у јапанској политици добијала војска која се залагала за агресивнију спољну политику. У тридесетим годинама милитаристички кругови преузели су власт, а јапански цар Хирохито постао је само фигура. Коначно, настојања да освоји богата подручја југоисточне Азије довела су Јапан у сукоб с другим велесилама и суседним државама и уплела га у Други светски рат.

## Промене на Блиском истоку
Велике промене збивале су се и на немирном подручју Блиског истока. Након капитулације Османског царства, снаге Антанте окупирале су Истанбул и теснаце Боспор и Дарданеле, док су грчке снаге заузеле делове Мале Азије. Када је 1920. године склопљен мировни уговор, царство је изгубило контролу над теснацима, Тракију, егејска острва и делове Мале Азије у корист Грчке, те Месопотамију и сва арапска подручја у корист Велике Британије и Француске.
Међутим, уговор је изазвао велико незадовољство које је убрзо прерасло у отпор и против окупацијских снага и против султановог режима. На челу покрета били су војни кругови и њихов вођа Мустафа Кемал, који су основали националну владу. Сукоб је потрајао до 1923. године када је нова влада испословала измену мировног уговора. Њиме је Турској враћена контрола над теснацима, целом малом азијом и источном Тракијом, те је сведена у своје данашње границе. Неколико месеци касније срушен је султанат и проглашена Република Турска.
Након Првог светског рата Лига народа је бивша османска подручја на Блиском истоку ставила под управу (протекторат) Велике Британије и Француске, с циљем да их се припреми за независност. Под британском управом нашле су се Палестина, Трансјорданија и Ирак, а под француском Сирија и Либан. Уочи и непосредно након Другог светског рата ту је проглашено неколико независних држава.
Досељавање Жидова у Палестину изазвало је сукобе с тамошњим Арапима који трају и данас. Када су 70. године Римљани уништили последњу независну жидовску државу, Жидови су се раселили по читавом Римском царству. Поткрај 19. века развио се међу европским Жидовима покрет који је тражио оснивање жидовске државе у Палестини. Назван је ционизам, по тврђави Сион у старом Јерусалиму. У доба британске управе све је више Жидова одлазило у Палестину с намером да се тамо трајно населе. Док 1918. године у Палестини било 56 000 Жидова, двадесет година касније било је 450 000. Арапи који су вековима живели у Палестини сматрали су је својом земљом. Због тога су настали проблеми који ће се распламсати након Другог светског рата.